# Fira del Gall
La Fira del Gall és un mercat d'aviram tradicional que se celebra a Vilafranca del Penedès (Alt Penedès) des de l'Edat Mitjana, el cap de setmana anterior al Nadal. Antigament se celebrava sempre el 21 de desembre, que era el dia de Sant Tomás. En aquesta fira es pot comprar i degustar el reconegut gall del Penedès, una varietat autòctona d'au de corral molt apreciada per la seva vistositat i la seva carn.  El 2024 va tenir lloc la 360a edició de la Fira del Gall.
A la Fira del Gall la gastronomia i els vins són també una part essencial. Una mostra gastronòmica de cuina d'aviram presenta des de les receptes més tradicionals a les més noves, acompanyades pels vins de la Denominació d'Origen Penedès.
La programació de la Fira inclou diversos actes festius, que tenen lloc al Parc de Sant Julià i al Pavelló Firal:
- Mercat d'aviram, al Pavelló Firal. Antigament, gent d'arreu es desplaçava a Vilafranca per comprar l’aviram que degustarien durant les festes nadalenques. Disposa d'un servei d'escorxador per endur-se l'aviram sacrificat i plomat.
- Exposició de gallines de raça penedesenca.
- Mostra de bestiari festiu de ploma,[5] amb el Gall Tomasot, la Gallina Ballarica, l'Àliga del Barri de Sant Julià i l'Aligueta Tramuntana, que fan d'amfitrions. La Gallina Ballarica recull els xumets dels infants que deixin el costum de xumar i els obsequia amb un dolç record.
- Cercavila del bestiari, amb colles dansaires i músics, que surt de l'avinguda de Catalunya i acaba a la plaça de la Vila amb una ballada de lluïment.
- El trenet de la Fira.
- Els galls als balcons: figures de galls de porexpan a les façanes del centre de la vila.

## Galeria

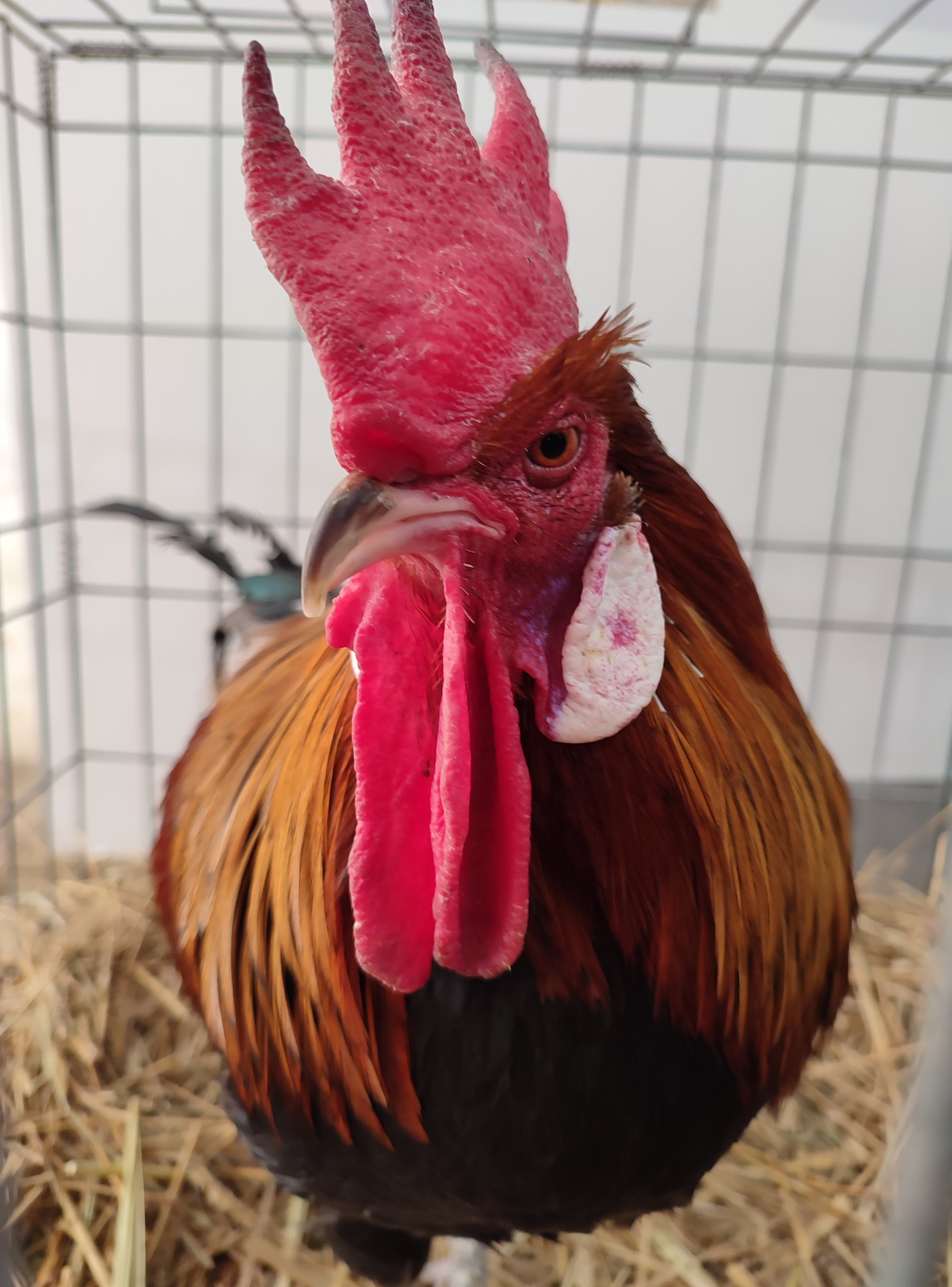
Gall penedesenc, varietat Blat, a l'exposició de gallines
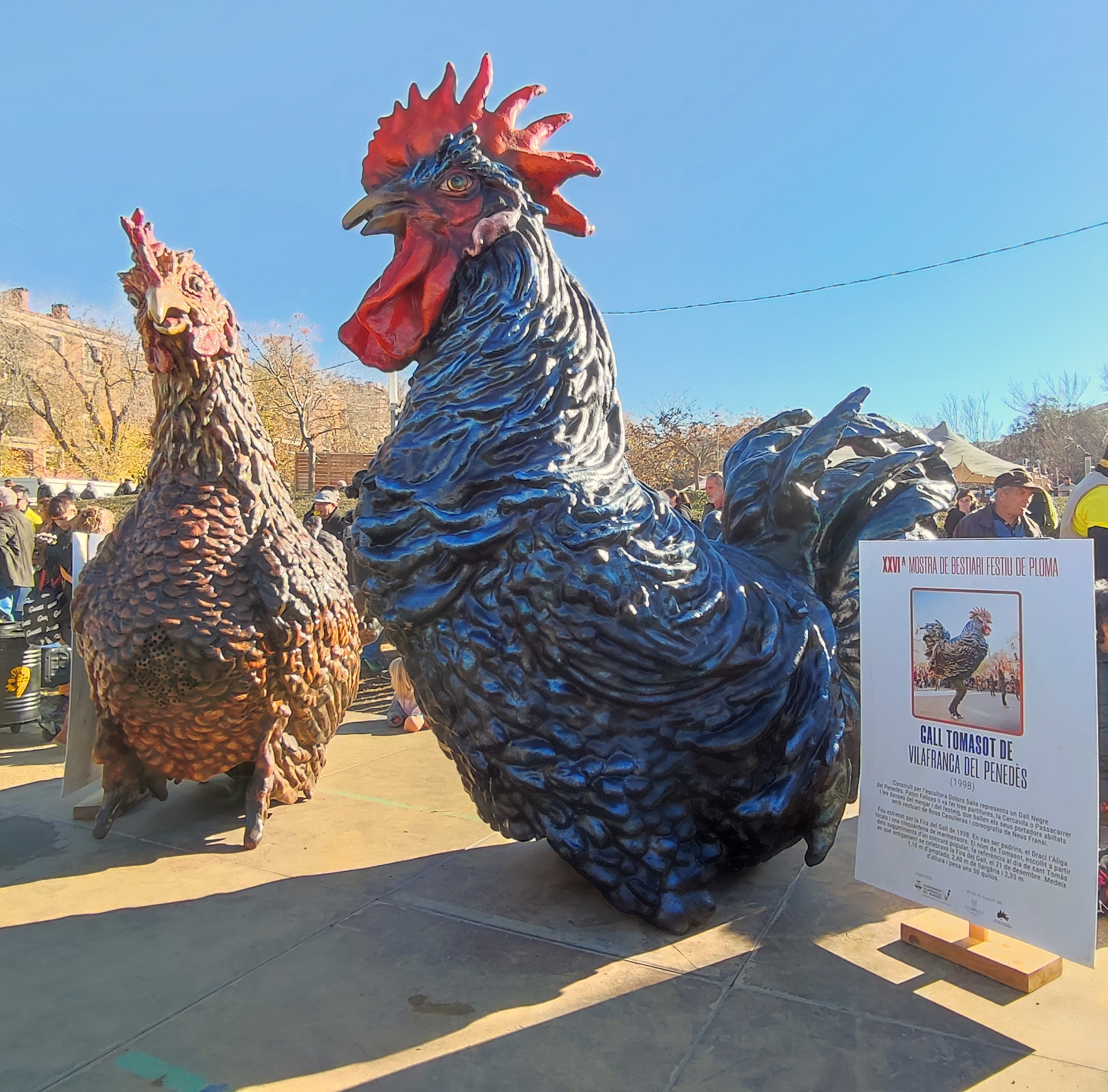
El Gall Tomasot i la Gallina Ballarica
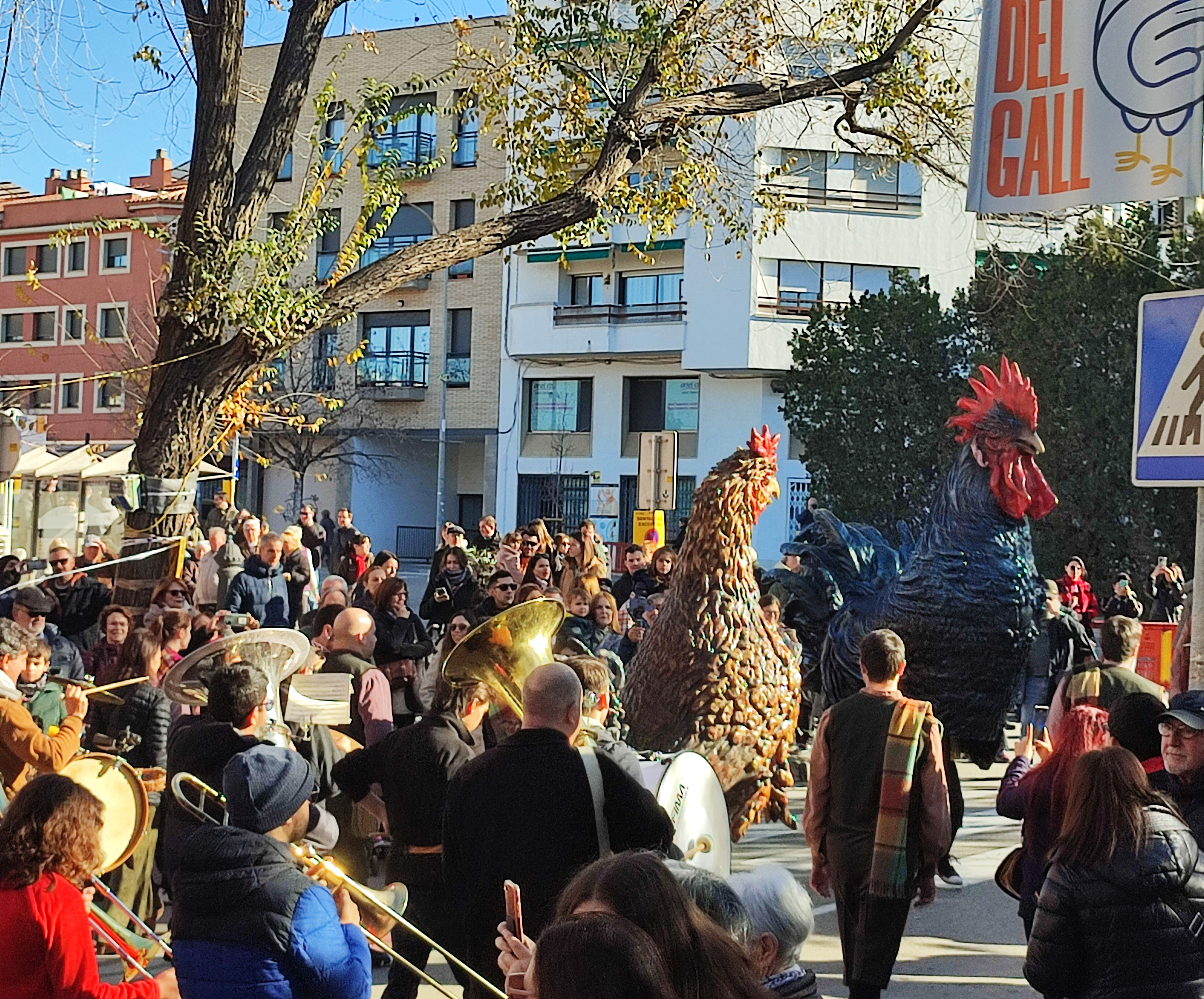
Cercavila del bestiari festiu de ploma
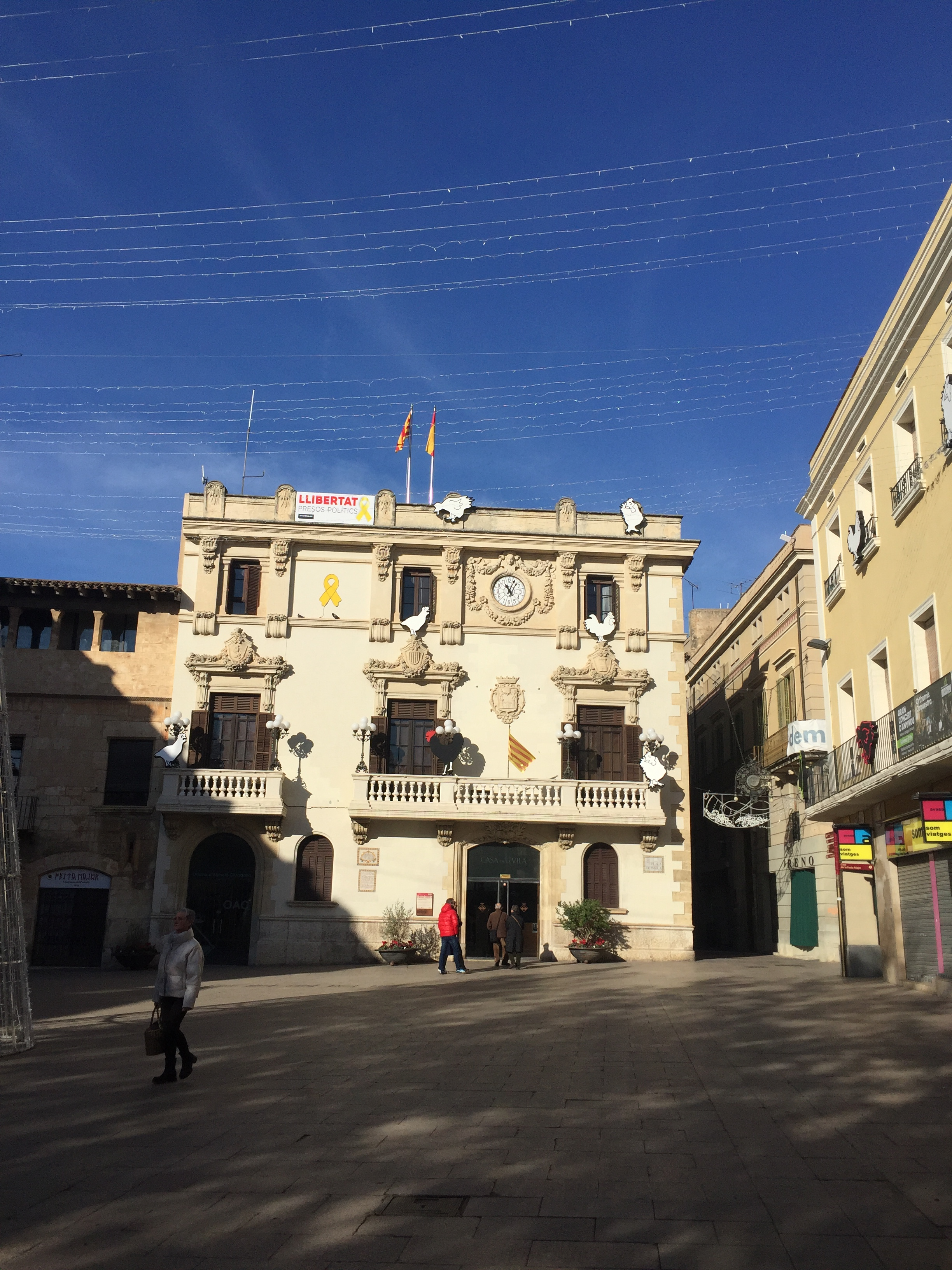
Els galls als balcons